# 油竹子
油竹子（学名：Fargesia angustissima）为禾本科箭竹属下的一个种。

## 扩展阅读
- 維基物種上的相關：油竹子